# Заслужений академічний Закарпатський народний хор
Заслужений академічний Закарпатський народний хор 
Заснований 25 вересня 1945 року Постановою Народної Ради Закарпатської України у м. Ужгороді як Державний Закарпатський ансамбль пісні і танцю Закарпатської України. Директором та художнім керівником було призначено Миколу Добродєєва, головним балетмейстером — Валентина Ангарова. У 1945 році склад хору налічував  108 осіб, переважно складався з представників місцевої інтелігенції, вчителів, випускників шкіл і семінарій, сільської молоді. Перший публічний концерт відбувся 17 вересня 1946 року.
У 1947 реорганізований у Закарпатський народний хор. У 1959 році, Указом Президії Верховної Ради УРСР, Закарпатському народному хору присвоєно почесне звання «Заслужений колектив УРСР».  Наказом Міністерства культури і туризму України від 21.05.2009  року, колективу надано статус "академічний". Рішенням Закарпатської обласної ради від 30.11.2017 року, створено окремий Комунальний заклад культури "Заслужений академічний Закарпатський народний хор" Закарпатської обласної ради за адресою: м.Ужгород, площа Театральна, будинок 10.

## Колектив
Колектив очолювали Петро Милославський (1946–1954 рр.), Михайло Кречко (1954–1969 рр.), Микола Попенко (1969–1986 рр.), Орест Щербатий (1986–1992 рр.), Петро Сокач (1992–1997 рр.), Зеновій Корінець(1997–2002 рр.), Михайло Вігула (2002–2006 рр.), а з вересня 2006 року почесну справу продовжує Наталія Петій-Потапчук.
З 1959 року балетмейстером працювала Балог Клара Федорівна.
У хорі були заслужені артисти України:  І. Опаленик, Т. Бартфай, М. Сєніна, Б. Єрьоменко, В. Даньо, П. Куштан, О. Поляк, М. Ходанич, М. Форіш, М. Білоєнко. Наразі в колективі хору є народні артисти України К. Лабик і П. Матій, заслужені артисти України Н. Мерцин і Н. Гораль.
Солістка хору Клара Попович-Лабик 2004 року удостоєна звання Народної артистки України.
З 2006 року колектив очолює диригент та хормейстер, а з 2018  року директор — художній керівник КЗК «Заслужений академічний Закарпатський народний хор»‎ Закарпатської обласної ради — заслужений працівник культури України Наталія Петій-Потапчук.